# هنري نيكولاس ريدلي
هنري نيكولاس ريدلي (1855-1956) (بالإنجليزية: Henry Nicholas Ridley)‏ هو عالم نبات بريطاني.

## نباتات وصفها ريدلي
- إكسورة إسفينية
- أوتليا مكشوفة
- بوراس شجري مشادوني
- تين أليف الجبال
- جنتوم حاد الثمار
- خولنجان قاسي
- خولنجان نجيلي
- دوريان سنغابوري
- دوريان كبير الأوراق
- شفلرية أليفة الجبال
- شفلرية بابويانية
- شمشاد أليف الصخور
- شورية التلال
- شورية بيضاء
- غاردينيا عالية
- قسط عملاق
- قنطيون خشن
- كاذي عالي
- كيكوال صغيرة الورق
- ليسوم رقيق الأوراق
- موز بنفسجي
- نابنط أبيض
- نابنط جونجوني
- نشم جزري

## روابط خارجية
- هنري نيكولاس ريدلي على موقع الموسوعة البريطانية (الإنجليزية)